# Platylomalus persimilis
Platylomalus persimilis är en skalbaggsart som först beskrevs av Lewis 1888.  Platylomalus persimilis ingår i släktet Platylomalus och familjen stumpbaggar. Inga underarter finns listade i Catalogue of Life.